# Carl Ulric Fallei
Carl Ulric Fallei, född 17 februari 1731, död 4 augusti 1798 i Hovförsamlingen, Stockholms stad, var en svensk violinist.

## Biografi
Fallei, som var son till Erik Fallei som var lakej hos Carl Gustaf Tessin, upplärdes till violinist (troligen av Per Brant) samtidigt som han genomgick guldsmeds- och gravyrutbildning. Han inkom till Hovkapellet 1763 och blev kvar där till sin död. Ingenting är känt om Fallei's vidare karriär. Under alla åren i Hovkapellet stod han dock stadigt som sjätte och sista man av försteviolinisterna på Hovstatens listor, vilket tyder på god spelskicklighet utan att glänsa.